# Roberto Repole
Roberto Repole (Turín, 29 de enero de 1967) es un prelado católico italiano. Desde 2022 se desempeña como arzobispo de Turín y obispo de Susa.
El Papa Francisco lo nombró cardenal el 7 de diciembre de 2024.

## Biografía
Repole es hijo de Concetta Mancuso, originaria de Corleone, y de Vito Repole, originario de Rapone y exconcejal de agricultura y comercio en el ayuntamiento de Druento en la década de 1980.
Creció en la aldea Forvilla de Givoletto. Asistió a la escuela primaria y secundaria en Druento. Completó sus estudios superiores en el seminario menor, obteniendo el diploma de bachillerato clásico en el liceo salesiano de Valsalice en 1986, y luego estudió filosofía y teología en el seminario arzobispal de Turín y obtuvo el bachillerato en teología en la sede paralela de Turín del seminario salesiano. Continuó sus estudios de teología sistemática en la Pontificia Universidad Gregoriana de Roma, obteniendo la licenciatura en 1998 y el doctorado en 2001.
El 13 de junio de 1992 recibió la ordenación sacerdotal de manos del cardenal Giovanni Saldarini, siendo incardinado como sacerdote de la arquidiócesis de Turín.
Posteriormente, fue párroco adjunto de 1992 a 1996, profesor de teología sistemática en la sede paralela de Turín de la Facultad Teológica del Norte de Italia y en el Instituto Superior de Ciencias Religiosas de la misma ciudad desde 1996. Luego fue canónigo de la iglesia real de San Lorenzo en Turín desde 2010, presidente de la Asociación Teológica Italiana de 2011 a 2019, decano de la sección de Turín de la Facultad Teológica del Norte de Italia y colaborador pastoral de la parroquia de Santa Maria della Stella en Druento. También fue miembro del Consejo de Administración de la Agencia de la Santa Sede para la Evaluación y Promoción de la Calidad de las Universidades y Facultades Eclesiásticas (AVEPRO) desde 2016.
A nivel diocesano fue coordinador de la pastoral universitaria y miembro de la comisión ecuménica durante cinco años, asistente eclesiástico diocesano del Movimiento Eclesial de Compromiso Cultural (MEIC) y miembro del consejo presbiteral.
Con motivo del quinto aniversario de la elección del Papa Francisco, Repole editó la serie La Teología del Papa Francisco, una serie de 11 volúmenes de análisis realizados por teólogos. El Papa emérito Benedicto XVI, llamado a escribir una contribución, expresó su sorpresa por la inclusión del teólogo Peter Hünermann quien, según él, había atacado ferozmente su autoridad docente como Papa.

### Episcopado
El 19 de febrero de 2022, el Papa Francisco lo nombró 95.º arzobispo metropolitano de Turín y obispo de Susa, sucediendo a Cesare Nosiglia y Alfonso Badini Confalonieri respectivamente, ambos jubilados al alcanzar el límite de edad.
El 7 de mayo siguiente recibió la ordenación episcopal, delante de la Catedral de San Juan Bautista en Turín, de manos de Monseñor Cesare Nosiglia, siendo co-consagrantes Marco Arnolfo, arzobispo de Vercelli, y Alfonso Badini Confalonieri, obispo emérito de Susa. Al mismo tiempo tomó posesión de la arquidiócesis. Al día siguiente tomó posesión de la diócesis de Susa en la catedral de San Giusto.
El 29 de junio del mismo año, solemnidad de los santos Pedro y Pablo, recibió del Papa Francisco en la Basílica de San Pedro de la Ciudad del Vaticano el palio, que le fue impuesto por el nuncio apostólico Emil Paul Tscherrig el 23 de octubre siguiente.
El Consejo Episcopal Permanente de la Conferencia Episcopal Italiana, reunido en Matera del 20 al 22 de septiembre de 2022, lo nombró miembro de la Comisión Episcopal para la Educación Católica, las Escuelas y las Universidades.
El 5 de octubre de 2022 fue elegido vicepresidente de la Conferencia Episcopal Piamontesa.

### Cardenalato
Durante el Angelus del 6 de octubre de 2024, el Papa Francisco anunció su creación cardenalicia en el consistorio del 7 de diciembre siguiente.
El 11 de enero de 2025 fue nombrado miembro del Dicasterio para la Doctrina de la Fe.